# Władysław Kozakiewicz
Władysław Kozakiewicz (* 8. prosince 1953, Šalčininkai, Litevská SSR) je bývalý polský atlet, olympijský vítěz a dvojnásobný halový mistr Evropy ve skoku o tyči.

## Sportovní kariéra
Pochází z polské rodiny v Litvě, která se do Polska přestěhovala až po době stalinismu. V roce 1973 vytvořil svůj první polský národní rekord 5,32 m. Na evropském šampionátu v Římě v roce 1974 vybojoval výkonem 5,35 m stříbrnou medaili. V následující sezóně vytvořil nový evropský rekord 5,60 m. Při startu na olympiádě v Montrealu v roce 1976 patřil k favoritům, kvůli zranění však skončil až jedenáctý.
Na pražském evropském šampionátu v roce 1978 obsadil v soutěži tyčkařů čtvrté místo. V letech 1977 a 1979 zvítězil na halovém mistrovství Evropy.

## Olympiáda 1980
Na letních olympijských hrách v Moskvě zvítězil v novém světovém rekordu 5,78 m. Byl to jeho druhý světový rekord v této sezóně. 
- 5,70 m - Dave Roberts (22. červen 1976, Eugene, USA)
- 5,72 m - Władysław Kozakiewicz (11. května 1980, Milán, Itálie)
- 5,75 m - Thierry Vigneron (1. června 1980, Paříž, Francie)
- 5,75 m - Thierry Vigneron (29. června 1980, Lille, Francie)
- 5,77 m - Philippe Houvion (17. července 1980, Paříž, Francie)
- 5,78 m - Władysław Kozakiewicz (30. července 1980, Moskva, Sovětský svaz)
- 5,80 m - Thierry Vigneron (20. června 1981, Mâcon, Francie)

Po rozhodujícím skoku, kterým Kozakiewicz porazil domácího Volkova, na něj sovětští diváci pískali. Kozakiewicz jim odpověděl obscénním posunkem, který vešel do dějin jako gest Kozakiewicza.  Sověti pak chtěli Kozakiewicze diskvalifikovat za nesportovní chování, ale polští funkcionáři gesto vysvětili svalovou křečí.  
V roce 1980 byl Kozakiewicz zvolen polským sportovcem roku a byl mu udělen Řád Polonia Restituta.

## Po olympiádě
V roce 1985 emigroval do tehdejšího Západního Německa.  V roce 1987 vytvořil národní rekord NSR výkonem 5,70 m.
V letech 1998-2002 byl radním města Gdynia za Solidaritu a předsedou komise pro sport.